# پرستار کودک (مجموعه تلویزیونی)
پرستار کودک (لهستانی: Niania) یک مجموعهٔ تلویزیونی کمدی لهستانی به کارگردانی یورک بوگایویچ است که در سال ۲۰۰۵ منتشر شد.

## بازیگران
- آگنیشکا دیگانت
- یرژی روگالسکی
- لائورا وونچ
- آرتور جورمان
- توماش کُت
- آدام فرنتسی
- داوید زاوادزکی
- تامارا آرچیوخ
- بئاتا کافکا
- وویچیخ کالاروس
- ماژنا روگالسکا
- ماچئی دانتسویچ
- مارچین پروکوپ
- ماچئی میکووایچیک
- استانیسواف باناشوک
- یولیا خاتیس
- ماگدالنا کاتسپشاک
- کشیشتف تینیـِتس
- گژگوش وُنس
- کریستینا رودکوفسکا-اوله‌ویچ
- پیوتر شِـیکا
- تادئوش رُس
- کاژیمیش مازور
- آندژی دِسکور
- آندژی پیشچاتوفسکی
- ماریان اوپانیا
- یواخیم لامژا
- یاتسک لنارتوویچ
- الیزابت دودا
- آنا گورنوستای
- ماریا گورالچیک
- یولانتا ژوئوموفسکا
- ماگدالنا والیگورسکا-لیشیتسکا
- سواوومیر پاتسک
- آگنیشکا سوخورا
- آنا مایخر
- آنیتا یانچا
- پیوتر نواک
- مارتینا کلیشفسکا
- آلدونا یانکوفسکا
- مارچین پرخوچ
- مارک بارباشیویچ
- شیمون مایفسکی
- بوهدان وازوکا
- میخاو لِشِنی
- وویچیخ متسفالدوفسکی
- ماریوش زانیفسکی
- ورونیکا مارچوک
- یژی بونچاک
- روبرت وابیخ
- استانیسواف تیم
- اِوا کولاشینسکا
- والدمار بواشچیک
- پیوتر بوروفسکی
- گژگوش هالاما
- ایوونا رولویچ
- آندژی نِـیمان
- ماریوش درنژک
- اوا دژیزکا
- پاوئو توخولسکی
- دوروتا استالینسکا
- کاتاژینا گلینکا
- لخ دیبلیک
- میه‌چیسواف خرینیه‌ویچ
- باربارا وِژِشینسکا
- الژبیتا یاروشیک
- ویولتا آرلاک
- باربارا ژیلینسکا
- رافائو کرولیکوفسکی
- گراژینا بارشچفسکا
- آندژی زابورسکی
- کاتاژینا فیگورا
- وویچیخ پوکرا
- رادوسواف پازورا
- باربارا کرافتوونا
- آگنیشکا واگنر
- کاتاژینا اسکژینتسکا
- دوروتا دلونگ
- لشک لیخوتا
- وویچیخ اسکیبینسکی
- تامارا آرچیوخ
- توماش بواشاک
- ایوُنا فشوئوکوونا
- کشیشتف کوالفسکی
- هانا استانکوونا
- میروسواف باکا
- الژبیتا یاروشیک
- زوزانا گرابوفسکا
- ادوارد لینده-لوباشنکو
- یوآنا شینکیویچ
- سباستیان کنراد
- دومینیکا کلوژنیاک
- کاتاژینا کویاتکوفسکا
- ماریا پاکولنیس
- الکساندرا شفد
- ایوونا بیلسکا
- ماریا گوادگوفسکا
- یرژی ماتاووفسکی
- اُلگا ساژینسکا
- پیوتر ماخالیتسا
- ایلونا خوینوفسکا
- ماگدالنا شیبال
- یوآنا کوروفسکا
- بوهدان اسمولن
- کاتاژینا گالیتسا
- ماگدالنا گسلر
- کارولینا موشالاک
- توماش درابک
- اُلگا بوریس
- پاوئو بورچیک
- آرتور یانوشاک
- ماریا کِـلِـیدیش
- سباستیان استانکیه‌ویچ
- تِـدِه